# Оклопни крсташ Монмаут
Оклопни крсташ Монмаут (енгл. HMS Monmouth) био је ратни брод британске ратне морнарице, поринут 1901, водећи брод класе Монмаут (енгл. Monmouth-class cruiser). Потопљен је у бици код Коронела (1914).

## Карактеристике
Монмаут је био оклопни крсташ, водећи брод класе Монмаут, познате и као Окружна класа  (енгл. County Cruisers), пошто су свих 10 бродова ове класе добили име по британским окрузима. Остали бродови ове класе били су оклопни крсташи Кент (енгл. HMS Kent), Бервик (енгл. HMS Berwick), Есекс (енгл. HMS Essex), Бедфорд (енгл. HMS Bedford), Корнвол (енгл. HMS Cornwall), Камберленд (енгл. HMS Cumberland), Донегал (енгл. HMS Donegal), Ланкестер (енгл. HMS Lancaster) и Сафок (енгл. HMS Suffolk).

### Димензије
Поринут 1901, брод је био дуг 134 mм и широк 20 м, дубине газа 7.5 mм, са депласманом од 9.800 тона. Погонске парне машине од 22.250 КС давале су максималну брзину од 23 чвора. Бродска посада имала је 678 морнара и официра.

### Наоружање
Био је наоружан са 14 топова средњег домета, калибра 150 мм (4 у двоцевним оклопним кулама на прамцу и крми, и 10 у казаматима по боковима брода) и лаком артиљеријом калибра 76 мм (10 топова) и 47 мм (3 топа) на палуби и надграђима. Поред артиљерије, био је наоружан и са 2 подводне торпедне цеви.

### Оклоп
Оклопна заштита састојала се од оклопног појаса дебљине 101 мм по целој дужини брода, казамата и топовских кула (дебљине оклопа до 101 мм) и засвођене палубе, која се спуштала испод водене линије до доњег руба оклопног појаса, дебљине 51 мм.